# Sân vận động Nazionale PNF
Sân vận động Nazionale del PNF (tiếng Ý: Stadio Nazionale del PNF, nghĩa là Sân vận động quốc gia của Đảng Phát xít quốc gia) là một sân vận động đa năng ở Roma, Ý. Sân đã tổ chức ba trong số 17 trận đấu của Giải vô địch bóng đá thế giới 1934, bao gồm trận chung kết giữa chủ nhà Ý và Tiệp Khắc vào ngày 10 tháng 6 năm 1934.
Sân vận động Nazionale được xây dựng vào năm 1911, và được cải tạo vào năm 1928 cho trận đấu quốc tế Ý - Hungary.
Sân vận động đã bị đóng cửa vào năm 1953 và được thay thế bằng Sân vận động Flaminio vào năm 1957.

## Giải vô địch bóng đá thế giới 1934
Sân vận động Nazionale PNF đã tổ chức ba trận đấu của Giải vô địch bóng đá thế giới 1934, bao gồm trận chung kết.
| Ngày                | Thời gian (UTC+01) | Đội #1    | Kết quả      | Đội #2    | Vòng        | Khán giả |
| ------------------- | ------------------ | --------- | ------------ | --------- | ----------- | -------- |
| 27 tháng 5 năm 1934 | 16:00              | Ý         | 7–1          | Hoa Kỳ    | Vòng 16 đội | 25.000   |
| 3 tháng 6 năm 1934  | 16:30              | Tiệp Khắc | 3–1          | Đức       | Bán kết     | 15.000   |
| 10 tháng 6 năm 1934 | 17:00              | Ý         | 2–1 (s.h.p.) | Tiệp Khắc | Chung kết   | 55.000   |